# Lynch Township (Missouri)
Lynch Township est un township, situé dans le comté de Texas, dans le Missouri, aux États-Unis,.
Le township est fondé en 1854 et baptisé en référence à John Lynch, un pionnier.

### Source de la traduction
- (en) Cet article est partiellement ou en totalité issu de l’article de Wikipédia en anglais intitulé « Lynch Township, Texas County, Missouri » (voir la liste des auteurs).